# Saint-Vincent-en-Bresse
Saint-Vincent-en-Bresse – miejscowość i gmina we Francji, w regionie Burgundia-Franche-Comté, w departamencie Saona i Loara.
Według danych na rok 1990 gminę zamieszkiwało 420 osób, a gęstość zaludnienia wynosiła 27 osób/km² (wśród 2044 gmin Burgundii Saint-Vincent-en-Bresse plasuje się na 514. miejscu pod względem liczby ludności, natomiast pod względem powierzchni na miejscu 620.).